# 豊橋市立吉田方小学校
豊橋市立吉田方小学校（とよはししりつ よしだかたしょうがっこう）は、愛知県豊橋市吉川町にある公立小学校。

## 概要
- 野田町、菰口町、三ツ相町、吉川町、馬見塚町、小向町、新栄町、高洲町、富久縞町、青竹町、問屋町が校区であり[1]、公立中学校の進学先は豊橋市立吉田方中学校である。

## 沿革
- 1873年（明治6年） - 渥美郡吉川村に吉川学校として開校。
- 1878年（明治11年） - 野田村、吉川村、三相村、馬見塚村、高須新田が合併し、豊田村となる。
- 1884年（明治17年） - 豊田村が東豊田村（野田・吉川・三相）と西豊田村（馬見塚・高須新田）に分立する。
- 1887年（明治20年）4月 - 渥美郡尋常小学吉川学校に改称する。
- 1889年（明治22年）10月1日 - 青野村、東豊田村、西豊田村が合併し、吉田方村が発足。
- 1892年（明治25年） - 渥美郡吉田方村立吉田方尋常小学校に改称する。
- 1906年（明治39年）7月1日 - 牟呂村と吉田方村が合併し、牟呂吉田村が発足。
- 1907年（明治40年）1月 - 渥美郡吉田方尋常小学校に改称する。
- 1932年（昭和7年）9月1日 - 牟呂吉田村が豊橋市に編入される。同時に豊橋市吉田方尋常小学校に改称する。
- 1941年（昭和16年）4月1日 - 豊橋市吉田方国民学校に改称する。
- 1947年（昭和22年）4月1日 - 豊橋市立吉田方小学校に改称する。
- 2008年（平成20年） - 隣接の豊橋市立吉田方中学校が高洲町に移転。吉田方中学校の校地は吉田方小学校の一部となる。

する。

## 交通アクセス
- 東海旅客鉄道飯田線船町駅下車、徒歩約20分。
- 豊鉄バス卸団地線【84系統】「吉田方小学校」バス停より徒歩すぐ。

豊橋駅より【84系統】「総合スポーツ公園」行。